# Place du marché d'Hakaniemi
Place du marché d'Hakaniemi (en finnois : Hakaniemen tori, en suédois : Hagnäs torg) est une place du quartier de Kallio à Helsinki.
Le marché a débuté en 1897, le marché a lieu chaque jour ouvré et une foire est organisée chaque premier dimanche du mois,

## Histoire
La place Hakaniementori a été construite dans les années 1880 et 1890 sur un terrain de remblai, à l'emplacement du détroit qui séparait l'ile Siltasaari du continent.
Le marché a été créé pour toutes sortes de commerces. Les premiers commerçants sont apparus sur le marché vers Noël 1897. Le marché vendait une grande variété de produits alimentaires, des baies au gibier. Les services du marché se sont diversifiés au début du XXe siècle, lorsque des boutiques de tailleurs et des magasins de vêtements et de tissus ont vendu sur le marché, les poissonniers sont arrivés dans les années 1920.
Pendant la Seconde Guerre mondiale, la place était pleine de tas de bois, car les maisons des environs avaient besoin de chauffage.
Des piles de bûches rassemblées sur la place ont été brûlées lors d'une manifestation organisée par la Société finlando-soviétique pour la paix et l'amitié (fi) le 6 août 1940, et la manifestation est également connue sous le nom de « brûleurs de cheminées »,.
La ligne portuaire de Sörnäinen (fi), utilisée notamment pour le transport du bois de chauffage, atteignait le marché à cette époque.
Cependant, les rails ont été retirés de la zone en 1960 et le marché a commencé à être réorganisé pour tenir compte du trafic automobile.
Cependant, dans le cadre de la construction de la station de métro Hakaniemi dans les années 1970 et 1980, le marché a de nouveau été rénové.
Auparavant, la Sörnäisten rantatie s'étendait du côté sud de la halle jusqu'à l'intersection de Hämeentie et Siltasaarenkatu, mais la connexion avec la rue a été coupée et le marché a été étendu jusqu'à la halle
,.
La place a également été à nouveau pavée.
Dans les années 2018-2023, un pavillon de verre temporaire a été installé sur la place du marché, lors de la rénovation de la halle du marché de Hakaniemi,.
Le pavillon a été démoli à l'automne 2023.
Tout au long de son histoire, de nombreuses marches et manifestations ont eu lieu à partir de la place, et c'est fait partie intégrante de l'histoire du mouvement ouvrier finlandais.
De nombreux bâtiments à proximité de la place appartiennent à Elanto et aux syndicats.
Autour de la place on trouve les bâtiments Ympyrätalo et la Halle du marché de Hakaniemi. À leur opposé sur la bordure méridionale de la place se trouve le bâtiment Metallitalo (fi).

## Galerie

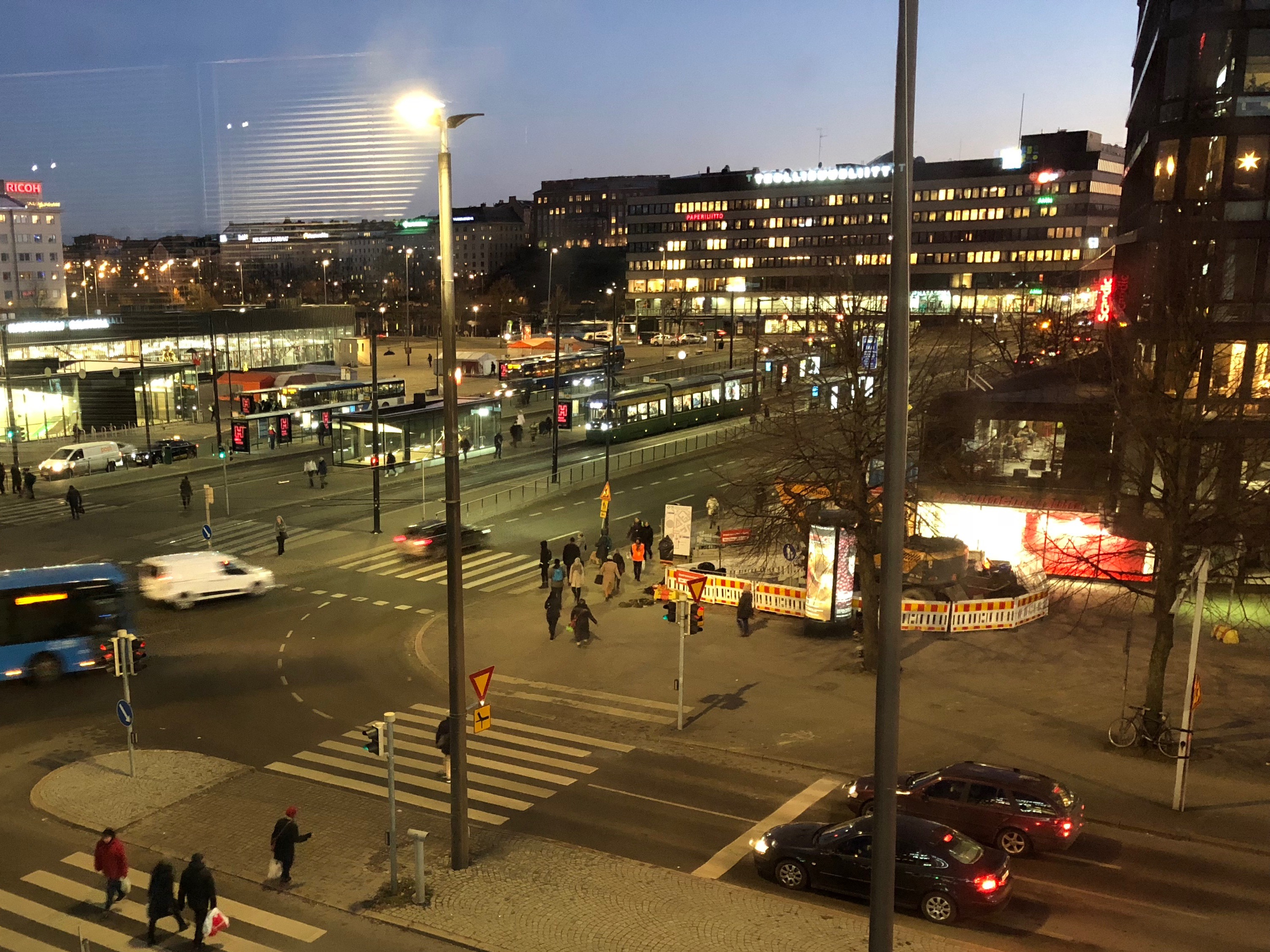
Vue de la place en 2018.
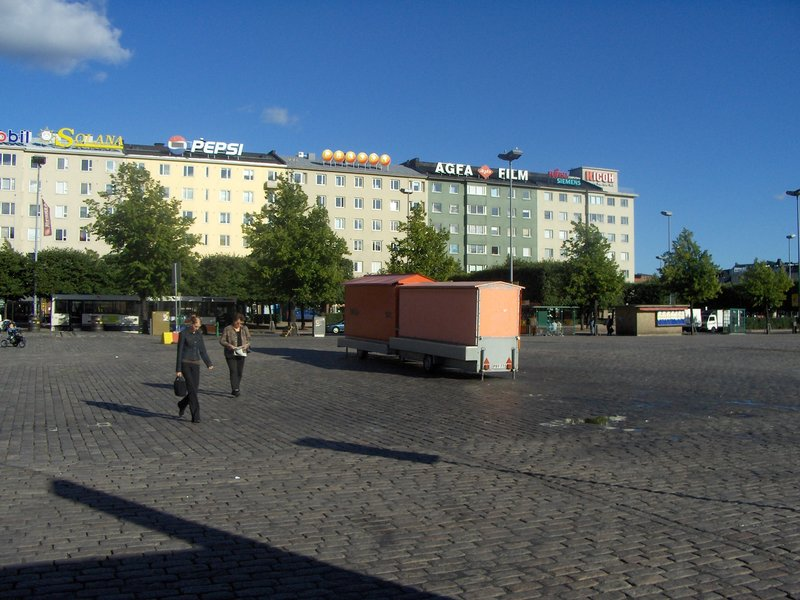
La place du marché de Hakaniemi.
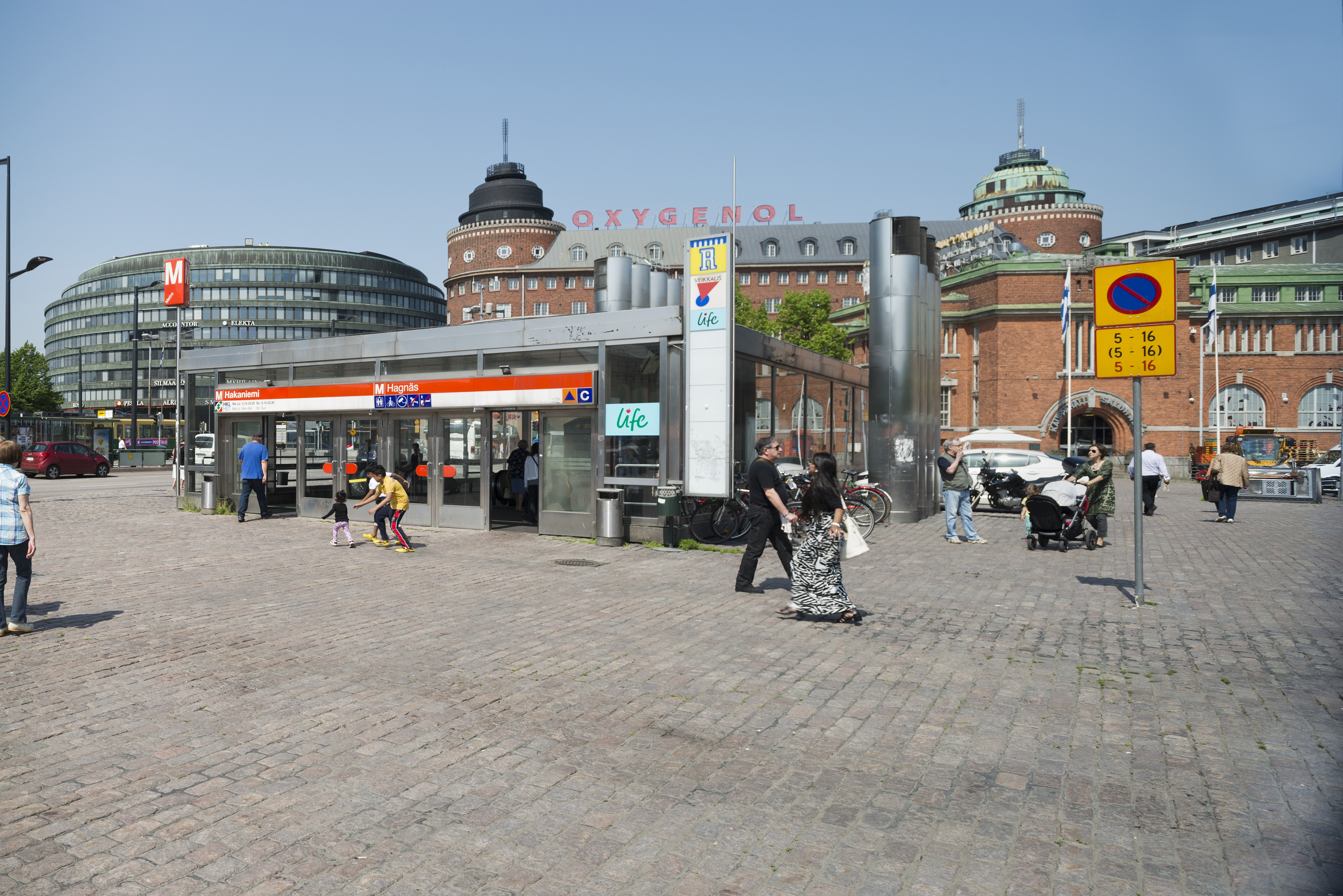
La place et l'entrée de la  station de métro Hakaniemi en 2014.
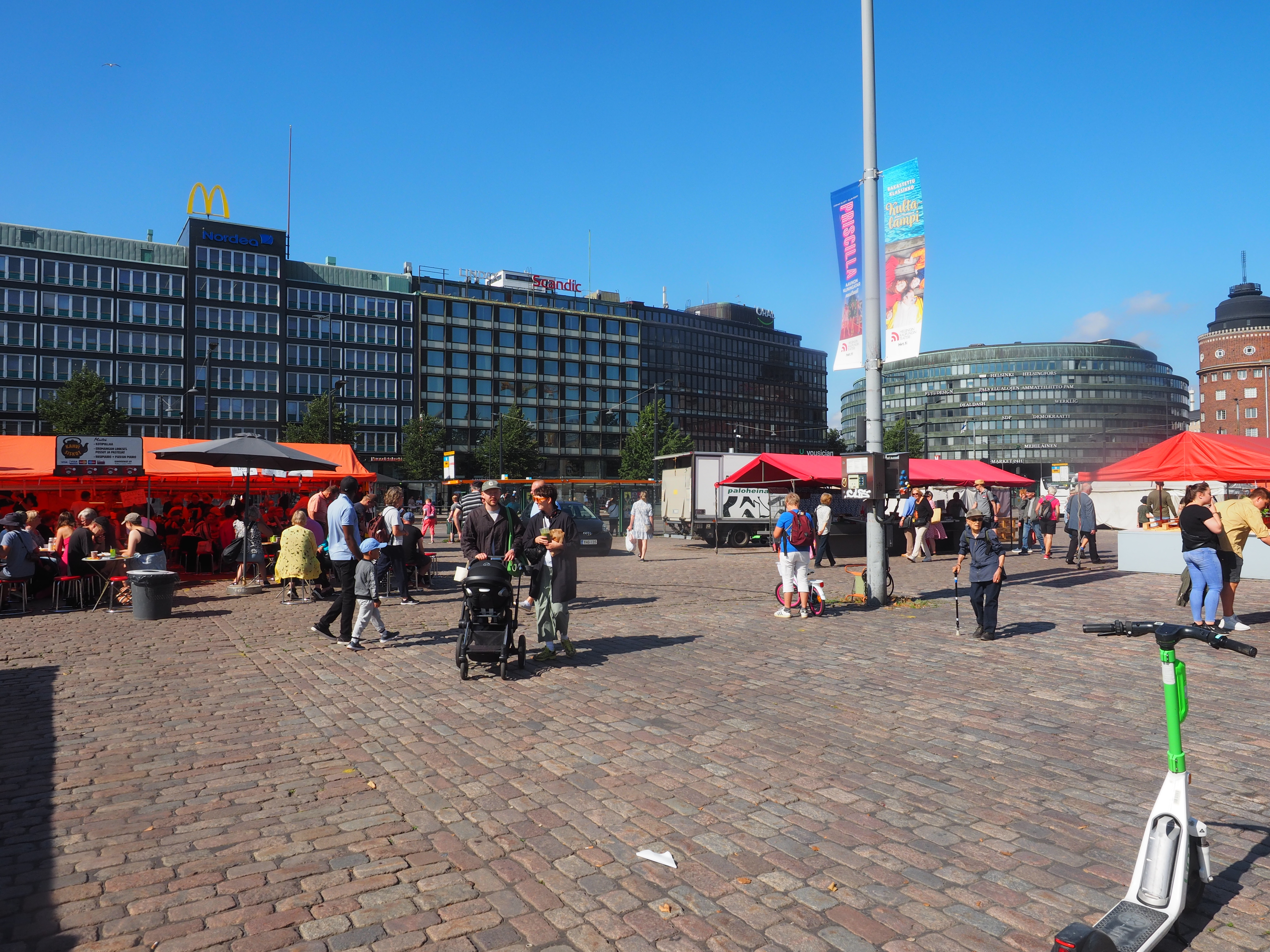
La place en 2022.